# Proagonistes leoninus
Proagonistes leoninus là một loài ruồi trong họ Asilidae. Proagonistes leoninus được Bromley miêu tả năm 1930. Loài này phân bố ở vùng nhiệt đới châu Phi.